# Plectranthias foresti
Plectranthias foresti là một loài cá biển thuộc chi Plectranthias trong họ Cá mú. Loài cá này được mô tả lần đầu tiên vào năm 1977.

## Phân bố và môi trường sống
P. foresti có phạm vi phân bố nhỏ hẹp ở vùng biển Tây Thái Bình Dương. Bốn mẫu vật của nó đều được tìm thấy ở Philippines ở độ sâu được ghi nhận trong khoảng từ 183 đến 185 m.

## Mô tả
Mẫu vật có kích thước lớn nhất dùng để mô tả P. foresti có chiều dài cơ thể khoảng 7,2 cm. Màu sắc khi mẫu vật còn tươi không được ghi lại. P. foresti chỉ được mô tả qua các mẫu vật đã ngâm rượu. Gáy có các đốm đen nhỏ (lan rộng đến ngay trước gốc vây lưng). Có năm hoặc sáu đốm đen dọc theo lưng, gần với gốc vây lưng, và hai đốm nhỏ hơn ở rìa trên của cuống đuôi. Có hai đốm đen lớn khác (ít nổi bật hơn các đốm trên lưng), nằm dưới gốc gai vây lưng thứ 6 và phía sau của vây lưng. Hai vết sẫm màu, mờ, nằm ở bên trên cuống đuôi, hầu hết ở dưới đường bên. Vây bụng không chạm đến được hậu môn. Vây đuôi khuyết, có 2 thùy dài và nhọn, các tia vây của thùy đuôi dài thành sợi.
Số gai ở vây lưng: 10 (gai thứ 4 hoặc 5 dài nhất); Số tia vây mềm ở vây lưng: 14 - 15; Số gai ở vây hậu môn: 3; Số tia vây mềm ở vây hậu môn: 6 - 7; Số tia vây mềm ở vây ngực: 13; Số tia vây mềm ở vây đuôi: 14; Số vảy đường bên: 29.